# Hans Grodotzki

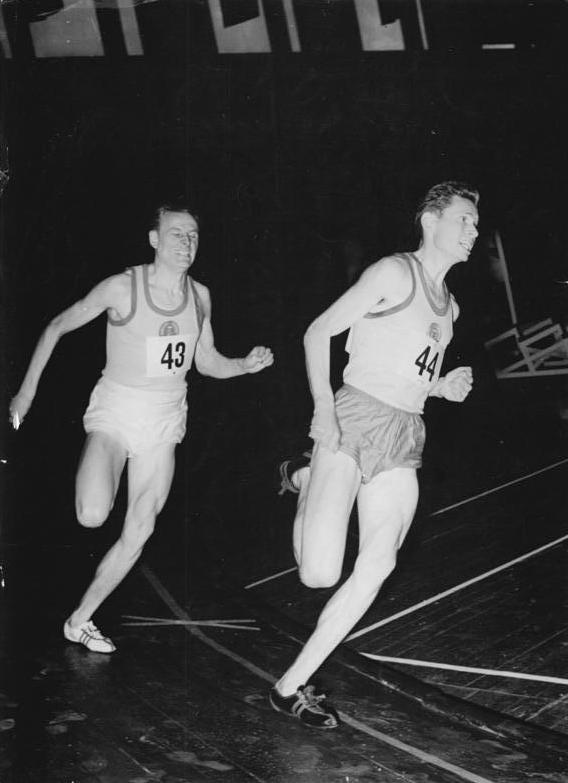
Grodotzki (links) unterliegt im Januar 1962 bei einem Hallensportfest in Berlin seinem Vereinskameraden Werner Krause

Hans Grodotzki (* 4. April 1936 in Preußisch Holland, Ostpreußen) ist ein ehemaliger deutscher Leichtathlet aus der DDR. Innerhalb der gemeinsamen Mannschaft beider deutscher Staaten gewann er bei den Olympischen Sommerspielen 1960 in Rom zwei Silbermedaillen, im 5000- und im 10.000-Meter-Lauf.

## Leben
Hans Grodotzki musste 1945 mit Eltern und zwei Geschwistern seine Heimatstadt verlassen; die Familie gelangte nach Menteroda (damals Landkreis Sondershausen, heute Unstrut-Hainich-Kreis, Thüringen). Nach der Schule arbeitete er als Bergmann im Kalibergbau im Gebiet Volkenroda und spielte in der Freizeit Fußball und Tischtennis. Er begann 1954 mit dem Leichtathletiktraining beim SC Aktivist Brieske-Senftenberg, nachdem er bei einer zufälligen Laufteilnahme aufgefallen war. Im selben Jahr verpflichtete er sich für drei Jahre in der Kasernierten Volkspolizei in Erfurt, wo er im Zentralen Sportklub der Armee unter der Anleitung von Erich Bock täglich trainieren konnte. Nach der Gründung der NVA im Jahr 1956 startete Grodotzki für den ASK Vorwärts Erfurt.
Im Alter von 22 Jahren, während seines Militärdienstes, wurde er 1958 nach Potsdam kommandiert, wo die Außenstelle des ASK Vorwärts Berlin im Luftschiffhafen stationiert war. Beim ASK Vorwärts Potsdam begann er unter Curt Eins intensiv zu trainieren und wurde nach anderthalb Jahren Mitglied der DDR-Nationalmannschaft.
Am 2. September 1960 gewann er in 13:44,6 min die Silbermedaille im 5000-Meter-Lauf hinter dem Neuseeländer Murray Halberg (13:43,4 min). Eine weitere Silbermedaille gewann er am 9. September 1960 in einer Zeit von 28:37,0 min hinter Pjotr Bolotnikow (UdSSR, 28:32,2 min). Er ist der einzige deutsche Läufer, der bei den Olympischen Spielen eine Medaille im 10.000-Meter-Lauf gewann: Von allen deutschen Mittel- und Langstreckenläufern gelang außer ihm nur noch Gunhild Hoffmeister der Gewinn zweier Medaillen bei ein und denselben Olympischen Spielen.
In seiner aktiven Zeit war er 1,75 m groß und 65 kg schwer. 1962 wurde seine Sportlerkarriere durch einen Achillessehnen-Riss unterbrochen, den er sich bei den Ausscheidungsläufen für die Europameisterschaft zugezogen hatte, 1964 beendete er sie endgültig. Hans Grodotzki schloss 1969 sein Studium an der Pädagogischen Hochschule „Karl Liebknecht“ in Potsdam als Diplomsportlehrer ab und wurde Trainer. Er war danach bis 1981 Sportoffizier beim ASK Vorwärts Potsdam, später Zivilangestellter in der Nationalen Volksarmee. Nach dem Ende der DDR war er beim LAC Halensee Berlin angestellt. 
1991 erhielt Hans Grodotzki den Rudolf-Harbig-Gedächtnispreis. Er wurde vom DLV damit stellvertretend für alle Athleten aus der DDR geehrt, da diese bis 1990 nicht dem DLV angehört hatten. In der DDR hatte er den Vaterländischen Verdienstorden in Silber erhalten.
Hans Grodotzki wohnt in Potsdam, war mit der Kunstturnerin Karin Jorzik († 1991) verheiratet und hat eine Tochter.

## Deutsche Rekorde
3000 Meter:
- 7:58,4 min am 14. Juni 1959 in Warschau
- 7:54,6 min am 30. Juli 1960 in Potsdam

10.000 Meter:
- 29:08,8 min am 17. Juli 1959 in Oslo
- 28:57,8 min am 17. Juli 1960 in Schweinfurt
- 28:37,0 min am 8. September 1960 in Rom

## Auszeichnungen (Auswahl)
- 1960: Vaterländischer Verdienstorden in Silber